# میکل دیسکرود
میکل دیسکرود (انگلیسی: Mikkel Diskerud؛ زادهٔ ۲ اکتبر ۱۹۹۰) یک بازیکن فوتبال اهل نروژ است.
وی همچنین در تیم ملی فوتبال ایالات متحده آمریکا بازی کرده‌است.